# 火線獵殺：未來戰士
《湯姆·克蘭西之火線獵殺：未來戰士》（通稱“火線獵殺：未來戰士”），是一款由育碧開發並發行的第三人稱战术射击游戏，適用於PlayStation 3、Xbox 360及Microsoft Windows平台。遊戲於2012年5月及6月推出。Ubisoft於2009年1月22日宣布《火線獵殺：未來戰士》正在開發中。本作在幽靈行動系列中加入了未來風格的元素。戰役場景涵蓋玻利維亞、赞比亚、奈及利亞、巴基斯坦、俄罗斯及挪威等地。

## 玩法
玩家可以透過按下左扳機鍵進入越肩視角，放大畫面以進行更精準的瞄準。點擊右搖桿則可切換至第一人稱視角，模擬瞄準器視野。部分掩體會被破壞，迫使玩家尋找新的掩護點。當處於掩體後，敵人的機槍火力可能會壓制玩家，導致視野縮小並震動，增加反擊的難度。
遊戲中引入了「光學迷彩」功能，讓「幽靈」小隊成員在緩慢移動時能部分隱形。遊戲內解釋，這項技術因處理能力限制，無法在快速移動時保持效果，因此僅在玩家蹲下時自動啟用，跑動、開火或受到傷害時會失效。
在戰鬥中，玩家可標記最多四個目標，讓小隊成員集中火力攻擊。在非戰鬥狀態下，標記目標則用於準備「同步射擊」，只要敵人尚未察覺小隊存在即可執行。遊戲會顯示圖示，提示小隊成員是否已就位並瞄準標記目標。若標記三個目標，玩家可下令開火，或自行瞄準一個目標開火，隊友會同時射擊。若標記四個目標，玩家必須瞄準其中一個並開火，才能同步擊倒所有目標。「同步射擊」是本作唯一的隊友指令。
「槍匠系統」提供廣泛的武器客製化選項，玩家可在任務前於射擊場測試武器。可調整的部件包括：瞄准镜、扳机、彈匣、下掛附件（例如直角前握把或兩腳架）、側軌附件（例如瞄準雷射）、氣動式（標準、增壓以提高射速但降低精準度，或減壓以降低射速但提高精準度）、槍管、槍口、槍托及塗裝（僅限外觀）。單人模式中，高階部件需透過完成任務及任務內挑戰解鎖；多人模式中，玩家隨角色等級提升解鎖武器並賺取點數。Xbox 360版本支援Kinect，玩家可透過手勢和語音指令客製武器。
玩家可使用無人機進行隱秘偵查，遠程控制其在戰場上懸浮或移動一段距離。無人機可無限期懸浮（只要不被敵人發現），玩家可在正常視角與無人機攝影機視角間切換，也可召回無人機。無人機若被敵人發現並遭到攻擊，受到足夠傷害後需召回修復，修復過程會自動完成。無人機配有攝影機提供空中視角，可用於標記目標。無人機還能落地以輪式移動，擁有自身適應迷彩，並可發射聲波衝擊使敵人失去方向感。
另一自動化元素是「戰獵犬」，僅在單人模式的一個任務中使用，是一種類似波士顿机械狗的重型步行機器人，由玩家控制，可發射迫击炮和AGM-62 鼓眼魚，並作為移動掩體。

### 多人模式
這款遊戲提供多種多人遊戲模式，包括合作模式與競爭模式。《火線獵殺：未來戰士》包含完整的合作戰役，以及一個名為「游擊戰」的新生存波次模式，此模式也可單人遊玩。遊戲還包含競爭多人模式，模式類型包括「衝突」、「誘敵」、「破壞者」及「圍攻」，角色則分為偵察兵、工程師及步槍兵。線上完整遊戲體驗需使用一次性啟用碼，二手遊戲無法獲得完整的線上遊戲功能。育碧宣布多人伺服器原定於2022年9月1日關閉，後延遲至2022年10月1日。這導致部分成就與獎盃無法達成。

### 可下載內容
《火線獵殺：未來戰士》推出了三個可下載內容（DLC）包：「極地突擊」、「渡鴉突擊」以及「凱伯爾突擊」。這些DLC新增了地圖、六把武器、三個戰役任務，以及多人遊戲的「接管」和「堡壘」模式。由于UBISOFT关闭了激活服务器，DLC内容已经无法在PC 访问。

## 武器
继承前作，本作游戏中枪械也可在开始任务之前进行任意改装，取消了负重的限制。但玩家只有一主一副两个武器栏位，其中副武器只能携带霰弹枪、手枪、PDW、冲锋枪等短小武器，除非开始任务之后再捡取倒下敌人或武器箱中的长枪。

#### 武器分类
在开始任务前，玩家仅可选择一主一副两种枪械及两种手榴弹。其中枪械分为以下类别：
- 手枪
- 冲锋枪
- PDW
- 霰弹枪
- 突击步枪
- 轻机枪
- 狙击步枪
- 榴弹发射器（独立使用的形式）

每款枪械都有各自的特性，例如有些大口径枪械可压制躲在掩体后的敌人、有些枪械射速比同类更快、有些枪械可改装上更多配件等。
而手榴弹包括破片、烟雾、EMP、燃烧、闪光等种类，以及可以侦测到附近敌人的传感球。

#### 枪械改装系统
依据玩家所选择的枪械不同，游戏提供多达十项的改装点：
- 瞄具
  - 机械瞄具、红点镜、全息加三倍镜、ACOG、不同倍率的狙击镜、热成像仪與X 光镜（英语：Backscatter X-ray）
  - 依据具体的枪械，有可能只有其中的几项可用，例如机枪无法加装狙击镜等。以下同。
- 扳机组
  - 仅半自动（单发点射）、可三发点放、可全自动、比赛级扳机
  - 其中比赛级扳机对鼠标操作意义不大，主要影响手柄，由于手柄的按键有多级压感，游戏中的普通扳机组需要较用力地扣压按键才能击发，但比赛级扳机组所需的扣力较轻。
- 弹药
  - 普通弹（FMJ）、加长弹匣或弹鼓（内装 FMJ）、穿甲弹（AP，红色标记）、燃烧弹（Incendiary，黄色标记）、穿爆燃（英语：Raufoss Mk 211）、制导子弹（英语：EXACTO）
  - 制导子弹需要几秒钟的时间锁定敌人头部，之后即可确保爆头击杀。但也可不锁定直射。
  - 顺带一提，后两者（仅限狙击步枪使用）确实是现实存在的弹药，然而只有大口径的 .50 BMG 子弹，并不像游戏中那样可在中小口径（7.62×51mm NATO、.338 LM）武器上使用。
- 下挂
  - 分为握把 / 脚架类（垂直前握把、直角前握把、脚架握把、两脚架）以及榴弹类（高爆榴弹、烟雾榴弹（灰色标记）、EMP 榴弹（蓝色标记））
  - 各式握把可增强操控性及指向性，脚架及脚架握把则可在高度适当的掩体上架枪以大幅度降低后座影响，但架枪收枪的动作太慢是个弊端。
  - EMP 榴弹与 EMP 手榴弹可用来瘫痪敌人的电子设备，例如光学迷彩和无人机，甚至连玩家屏幕上的 HUD 都会受影响。
- 侧挂
  - 护木片（即不加挂装置）、外红点、心跳检测仪
- 导气系统
  - 少量导气、正常导气、过量导气
  - 牺牲操控性换取射速（或反之），仅对可连射且安装了相应扳机组的枪械起作用。
- 枪管
  - 短管、正常、长管
  - 影响射程及操控性。奇怪的是有些枪械（如 SR-25）的消音器只能在正常尺寸的枪管上安装，加长枪管则不可以。
  - 管式弹舱的霰弹枪（如 M1014）的容弹量不受影响，是游戏的不严谨之处。
- 枪口装置
  - 无、消焰器、消音器、制动器
- 枪托
  - 固定枪托、折收 / 展开的伸缩或折叠枪托
  - 影响操控性。
- 涂装
  - 仅仅是看着好看而已。

## 劇情
故事從喬·拉米瑞茲所領導的四人小隊─魅影小組「侵略者」分隊開始說起，2024年某日上午9:27，魅影小組「侵略者」分隊正在尼加拉瓜執行中斷敵軍武器運輸的任務，但是沒想到正在檢查敵軍護衛隊的車輛同時，裡面髒彈的計時器突然啟動，即便小隊所有人跑得再快，但是爆炸時還是波及到所有成員，其餘2名成員當場陣亡，只剩隊長喬和懸掛在懸崖上一名成員，最後那名成員因為用來支撐的雙手被火花灼傷而支撐不住，墜崖身亡，隊長喬也在最後陣亡。
米切爾告知小隊他們的新任務是救出一名名叫加布里埃爾·帕埃斯的武器販子，他擁有有關炸彈來源的信息。小隊成功救出帕埃斯，然後沿著槍支的線索追查，首先來到贊比亞，消滅了一名當地的軍閥，接著前往奈及利亞、巴基斯坦、挪威，最終抵達俄罗斯，在一個機場摧毀了一批武器運輸，造成國際事件。
不久之後，一枚從俄罗斯發射的核導彈擊中倫敦，但核彈頭在最後一刻被国家导弹防御系统摧毀。這次發射的來源被追查到一個名為「烏鴉之石」（Raven's Rock）的叛亂俄羅斯組織，位於达吉斯坦共和国。小隊接到命令前往達吉斯坦，救援一支前往調查發射地點的格鲁吉亚武装部队。後來發現，只有他們的指揮官奧薩澤（Sergeant Osadze）還活著，但被俄羅斯人俘獲。在成功解救奧薩澤的行動中，小隊遭到擁有與幽靈小隊同等高科技裝備的俄罗斯特种部队的伏擊，後來揭示這些士兵是俄羅斯精英部隊「博達克」（Bodark）的一部分，與烏鴉之石結盟。
烏鴉之石隨後發動政變，現在掌控了俄罗斯的大部分地區。「獵人」小隊接著前往俄羅斯北部，確保一艘鑽探船的安全，以支持忠誠的俄羅斯軍隊，試圖阻止烏鴉之石的勢力。在完成這項任務後，小隊被指派去救援一位被視為抵抗力量領袖的忠誠將軍。在摧毀攻擊將軍部隊的火炮後，小隊被壓制在俄羅斯的強大軍隊之下，直到H.A.W.X.小隊的空中支援到達，消滅所有敵人。接下來，科扎克被指派進行一項單獨行動，從西伯利亚的一個黑监狱中救出俄羅斯總統沃洛丁（Volodin）。科扎克成功了，然後小隊在返回莫斯科的途中保護總統，並消滅了一名烏鴉之石的將軍。烏鴉之石的勢力被推翻，危機結束。
當其他人都在慶祝時，小隊收到情報，得知烏鴉之石的七位領導者的所在地，他們策劃了整個危機。小隊被派遣進行一項秘密行動，消滅這七位領導者。在消滅了七位中的六位後，小隊追逐最後一名成員，代號「王牌」（Ace），來到一個火車站，並將他重傷。受傷的王牌嘲諷小隊，說他們不會殺了他，因為美國政府會阻止他們。就在他們準備執行處決時，米切爾少校叫停，表示王牌必須活著帶回美國，命令來自「高層」，並且他們「不能碰」王牌。此時，一列火車駛來，受傷的王牌在軌道上呼喊小隊救他，提醒他們的命令是要讓他活著。弗格森糾正他，說他們的命令是不能碰他，然後小隊離開，讓王牌被火車輾過。

### 角色
- 喬·拉米瑞茲（Joe Ramirez）、魅影小組“侵略者”（Predator）分隊隊長，與他同隊的還有Richard Allen、Haynes、McGann，四個人同時在尼加拉瓜的任務中陣亡。
- CPT. Cedrick Ferguson，魅影小組“獵人”（Hunter）分隊上尉隊長，呼号 GhostLead。惯用 Kriss Vector。
- SSG. John Kozak，魅影小組“獵人”分隊成員之一，本作主角，呼号科札克，26歲[21]，軍階二等士官長。负责鼓捣技术。美俄混血，在《火線獵殺：野境》是一位21歲新兵[21]。
- MSG. Robert "Pepper" Bonifacio，魅影小組「獵人」分隊成員之一，呼号沛沛，軍階士官長。狙击手，惯用 M110。
- SFC. Jimmy "30K" Ellison，魅影小組“獵人”分隊成員之一，呼号 30K 或直接 30，軍階一等士官長。机枪手，惯用 POF（英语：Patriot Ordnance Factory） P416 及 Stoner 96。

## 開發

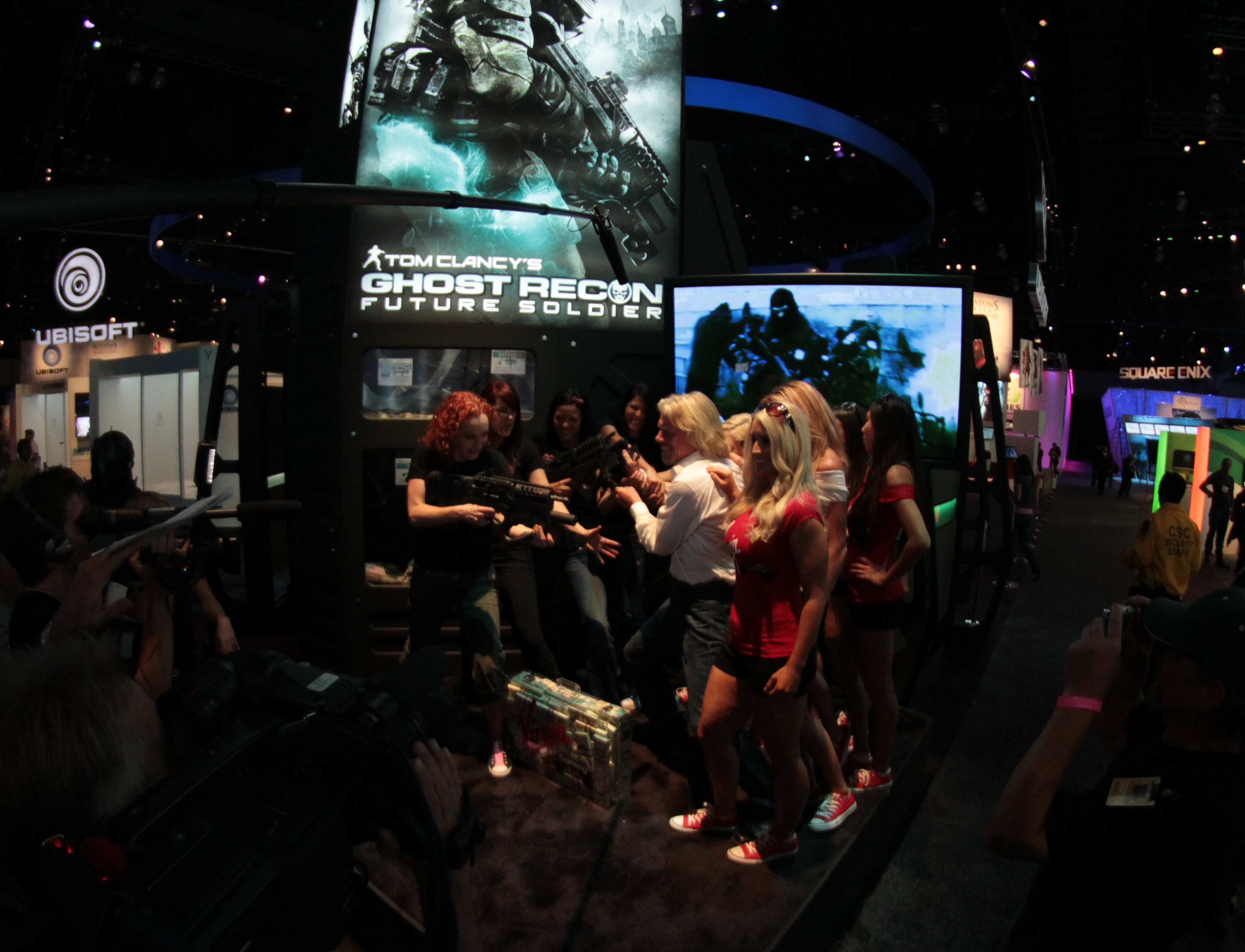
2010年的电子娱乐展

2009年12月，據消息指出，育碧軟體註冊了「火線獵殺：未來戰士」這個名字，研判極有可能是即將發行的"火線獵殺4"，隨後這則消息獲得了官方的證實。
發行的時間原訂於2010年財政年度，但是實際發行的時間卻是一延再延，先是延到2011年財政年度，再來就是2010年5月（2011年第一季），最後延到2011年4月（第三季）~2012年3月（第二季）之間。
2011年12月，官方基於盜版猖獗的因素，宣佈取消PC版的開發，改由「火線獵殺ONLINE」代替，然而在2012年1月10日，官方再次宣佈將繼續開發PC版平台。

## 市場概況

### Beta版本
2012年4月19日，官方推出PS3與Xbox 360平台的多人遊戲封測，主要開放以下玩家使用：
- 從GameStop預購
- 擁有縱橫諜海：斷罪或是PlayStation Plus的會員資格
- 從Uplay連結的玩家

### Believe in Ghosts迷你集
"Deadliest Warrior"與"Future Weapons"主持人Richard Machowicz為這款遊戲主持3集名為"Believe in Ghosts"的迷你集，在這3集當中將介紹遊戲元素以及這款遊戲與實際軍隊的比較。
| # | 標題              | 發行時間      | 任務                     | 連結        |
| - | ----------------- | ------------- | ------------------------ | ----------- |
| 1 | "The Deadly Edge" | 2012年2月22日 | Maersk Alabama hijacking | YouTube上的 |
| 2 | "My Weapon Is Me" | 2012年3月7日  | Operation Neptune Spear  | YouTube上的 |
| 3 | "Team Or Die"     | 2012年3月14日 | Operation Acid Gambit    | YouTube上的 |

## 評價
| 汇总媒体     | 得分                        |
| ------------ | --------------------------- |
| GameRankings | 81.50%(PS3) 79.08%(Xbox360) |
| Metacritic   | 80(PS3)                     |

| 媒体         | 得分          |
| ------------ | ------------- |
| Giant Bomb   | [ 33 ]        |
| Gameplanet   | 7.5 out of 10 |
| XboxAddict   | 7 out of 10   |
| The Escapist | [ 36 ]        |
| ZTGameDomain | 7 out 10      |

獲得了普遍正面的評價。一些評論者，如IGN，讚揚遊戲在掩體射擊機制上的深思熟慮，給予8.5/10的高分。GameSpot給出7.5分，稱讚戰役篇幅長且多人模式出色，但批評AI和戰鬥表現。然而，像是Eurogamer Italy、Giant Bomb、Strategy Informer和Cheat Code Central等網站則批評本作簡化或完全移除許多戰術射擊元素，讓不少評論者質疑它是否還能稱為戰術射擊遊戲。PC版本的評價較低，發行時存在許多嚴重bug，例如介面無法識別鍵盤和滑鼠輸入，使遊戲無法正常遊玩。此外，PC版的線上PvP多人模式因採用點對點系統（而非專用/雲端伺服器）而問題重重，遊戲視野角（FOV）和帧率也鎖定在60。